# 17e régiment de chasseurs à cheval
Le 17e Régiment de Chasseurs est un régiment de cavalerie de l'armée française.

## Création et différentes dénominations
- 1792 : Chevau-légers de West-Flandre
- 1793 : 17e régiment de chasseurs à cheval
- 1794 : Dissous
- septembre 1811 : 17e régiment de chasseurs à cheval
- 1815 : Chasseurs d'Angoulême
- 1816 : Chasseurs des Pyrénées
- 1825 : 17e régiment de chasseurs à cheval
- 1831 : Dissous
- 1873 : 17e régiment de chasseurs à cheval
- 1923 : Dissous

## Chefs de corps
- 1793 : Rens
- 1793 : Deneck
- 1876-1882 : Eugène Chevals
- 1885 : Bourseul
- 1899 : Dors de Lastours
- 1907 : de Scourion de Beaufort
- 1912 : Prevost
- 23 mars 1914 - 13 septembre 1914 : colonel Prax
- 10/1914 : Arrault
- 1917 : de Baudus
- 1918 : Mouvel

## Historique des garnisons, combats et batailles du17eChasseurs à cheval

### Guerres de la Révolution et de l'Empire
- 1793-94 : Armée du Nord
- 1794 dissous. Reste absent pendant toute la durée du Directoire, du Consulat et de l'Empire

### Restauration, Monarchie de Juillet, Second Empire,IIIeRépublique jusqu'à la Première Guerre mondiale
1815 Chasseurs d'Angoulême
1816 Chasseurs des Pyrénées
1825 17e régiment de Chasseurs à cheval
- 1823 : Espagne
- 1830 : Algérie
- 1831 dissous son effectif passe au 12e régiment de Chasseurs à cheval

### De 1871 à 1914
1873 17e régiment de Chasseurs à cheval
- 1875 : Saint-Germain-en-Laye

### Première Guerre mondiale
- 1914-18: Grande Guerre[1]

### Garnisons
- 1793-1794 : Amiens
- 1830 : Algérie
- 1896 : Neufchâteau
- 1907-1914 : Lunéville
- janvier 1919 - mai 1919 : Strasbourg
- mai 1919 - juillet 1919 : Singhofen
- juillet 1919 - fin 1919 : Sarrebourg
- 1919- 1923 : Lunéville

## Étendard du régiment
Il porte, cousues en lettres d'or dans ses plis, les inscriptions suivantes :
- Blida 1830
- Lorraine 1914
- Flandres 1914-1918
- Montdidier 1918

## Décorations
Sa cravate est décorée :
- De la Croix de guerre 1914-1918 avec deux palmes et une étoile vermeil.
- Il a le droit au port de la Fourragère aux couleurs du ruban de la Croix de Guerre 1914-1918.

## Personnages célèbres ayant servi au17erégimentde chasseurs à cheval
- Charles-Marie-Augustin, comte de Goyon (1803-1870), général de division, sous-lieutenant au 17e chasseurs en 1821.
- Jean Flavigny (1880-1948), général d'armée, chef d'escadron au régiment en 1917.
- Raoul Echard (1888-1922).

## sources et bibliographie
- Service historique de la défense